# 合金弹头7
《越南大戰7》為2008年7月17日發售的横向跑动射击游戏，系越南大戰系列第9作。该作为系列首款任天堂DS遊戲，不過本作卻並不對應觸控式螢幕：遊戲的畫面顯示在上螢幕，而下螢幕則用来顯示地圖。由於是掌機遊戲，操作性較低，大螢幕雙人遊戲已經不復存在。
《越南大戰XX》為移植版本，2009年12月23日發佈於PlayStation Portable；2010年6月9日發佈於Xbox 360 Live線上商店。改良《越南大戰7》所沒有的新要素，並追加分歧關卡，可連線雙人合作。PlayStation Portable和Xbox 360下載追加女性角色：蕾歐娜。另外XBLA版本是第一作官方中文版的作品，後於2018年5月31日移植到PlayStation 4。

## 劇情簡介
正規軍本部周邊城市遭受戰火侵襲而被徹底破壞
但重建作業以驚異的速度進行，很快被戰火而破壞的痕跡漸漸消失
城市也開始回復正常生活機能
正規軍情報部將影像傳到本部
該影像內容是正在報導垃圾問題的節目，但一瞬間看到疑似摩丁軍的人物
「沒有看錯，那是摩丁軍」
情報部報告出爐，高層確認影像真偽後
發現摩丁軍的蹤影就要立即殲滅的目標而編成潛入部隊
集結而成的隊員有馬爾可、塔爾馬、英里、菲歐
這次該作戰和馬爾可一行人一同生死的拉爾夫、克拉克支援加入潛入部隊
「唷！好久不見。今日由俺的拳頭來決定！」
「再次在同戰場見面。你們和我們真有緣份」
「在場的各位，這可是賭上梟盧一擲所集結而成的部隊，對手是那位摩丁。不用考慮用最大戰力一口氣殲滅！」
此時，他們趁摩丁軍未察覺時潛伏
潛入垃圾島【スクラップ】的作戰就此開始

## 外部連結
- 越南大戰系列官方網站（页面存档备份，存于）
- 越南大戰7官方網站 （页面存档备份，存于）
- 越南大戰XX官方網站 （页面存档备份，存于）